# La Torpille

La Torpille est un téléfilm franco-belge réalisé par Luc Boland, diffusé le 16 octobre 2002 sur France 2.

## Synopsis
Dominique Dumas élève seule son fils Antoine, qui a 18 ans. Optimiste et énergique, elle n'hésite pas une seule seconde lorsqu'elle tombe sur une offre d'emploi en or : l'entreprise Gustave recherche une directrice générale. Après avoir passé les tests, Dominique démarre dans ses nouvelles fonctions. Elle ignore cependant qu'elle a été recrutée par la sous-direction pour couler la fabrique Gustave dans un plan de délit d'initiés. Cependant, contrairement à ce qu'avaient prémédité les recruteurs, Dominique se montre une gestionnaire avisée, pleine de ressources et d'idées, qui ne tarde pas à relancer la fabrique de chaussures. Elle finit par percevoir le véritable motif de son recrutement.

## Fiche technique
- Titre original : La Torpille
- Réalisateur : Luc Boland
- musique de Jean Marie SENIA
- Scénario : Paul Vacca et Vincent Solignac
- Durée : 95 minutes
- Pays :  France
- Date de sortie :
  - France : 16 octobre 2002

## Distribution
- Catherine Jacob : Dominique Dumas
- Pierre Cassignard : Thierry Dalby
- Aurélien Ringelheim : Antoine
- Nicole Shirer : Françoise Fayol
- Pierre Gerranio : Bernard Blanc
- Alexandre von Sivers : Bertrand Bonnet
- Muriel Jacobs : Aude
- Marcel Dossogne : Salmon
- Charlie Dupont : Damsien
- Philippe Drecq : Bjorn Duchamp
- Séverine Matteuzzi : Marjorie
- Michel Kacenelenbogen : Titien Lombard